# 花雅之争

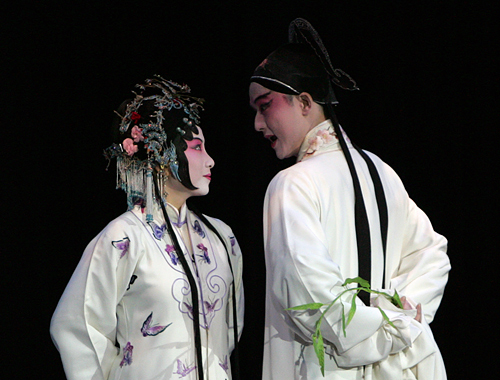
昆剧，即“雅部”

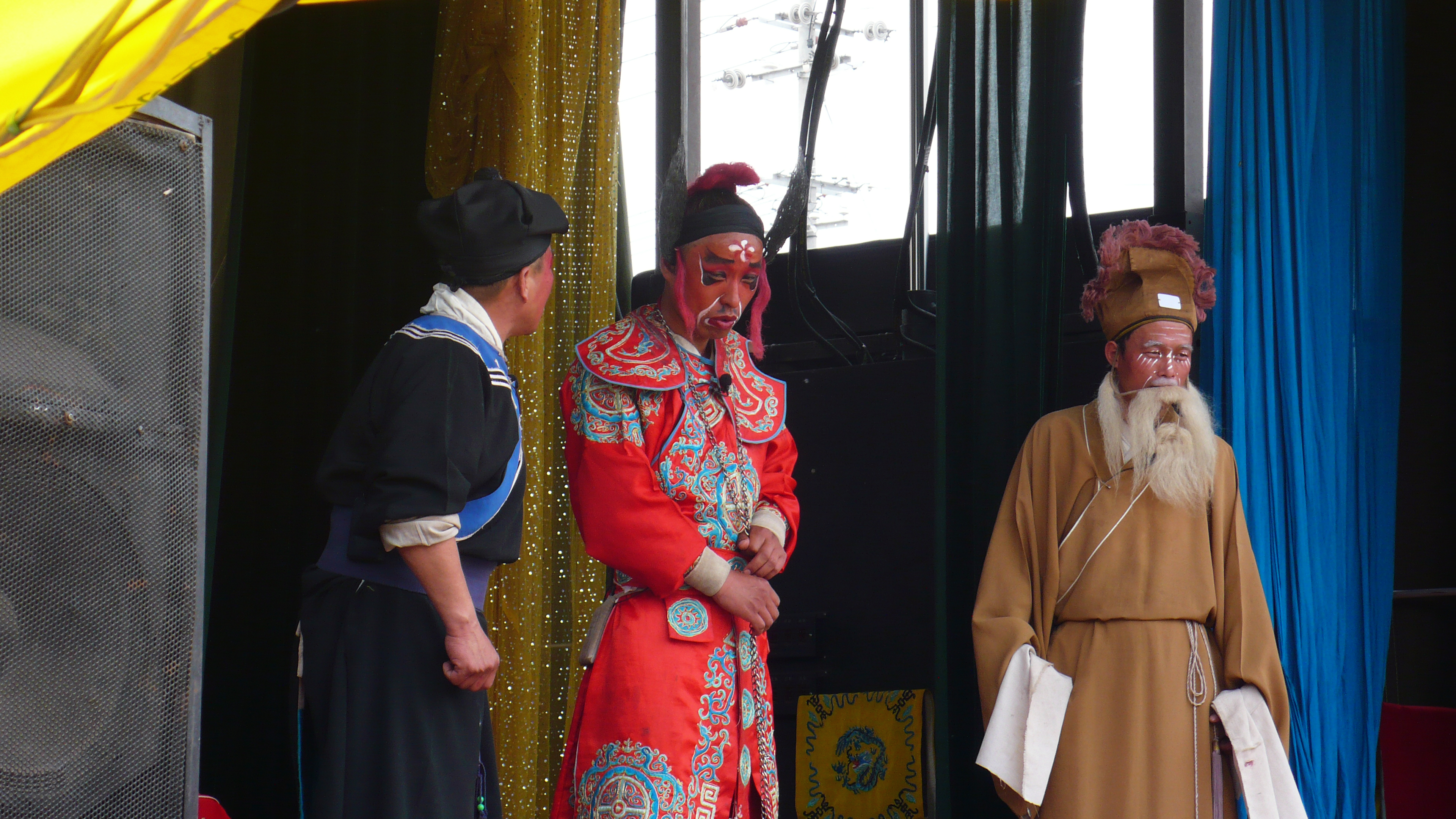
蒲州梆子，属“花部”

花雅之争指的是清朝中叶，“雅部”和“花部”戏曲声腔之间的竞争。以北京为主舞台，新兴的花部诸声腔向雅部昆腔发起挑战，尽管官方抑花崇雅，但最终仍以花部昌盛、雅部衰落而告终。花雅二部的竞争及交流、融合，是中国戏曲史上的重要事件，对汉族戏曲总体面貌的变革产生了深刻影响。

## 背景
从元代、明代开始，文人在昆剧创作中扮演着愈发重要的角色。昆剧由此不断雅化：剧本文学水平提高，曲词文字格律加强，唱腔发展为“水磨腔”，语音用正音取代乡音，剧场表演日渐精细，体现出文人的美学追求和艺术情趣。“雅”变成了其他戏曲门类不具备、而为昆剧所独有的品性。
清代中叶，雍正帝禁除乐籍。过去的官属乐人为了生存，转向服务民间。戏曲演出的主要场地，也从私密的私邸堂会，转移到开放的公共戏园。:100于是，民间声腔大量兴起。:217这些新兴声腔和弋阳腔（高腔）统称为“花部”（又称“乱弹”），与“雅部”（即昆腔）相对。

## 经过
在汉族各个地区，诸花部不断挑战雅部的地位和市场，而士绅、官僚往往歧视和打压花部。:174如雍正年间河南总督田文镜下令，禁演“似曲非曲、似腔非腔”的啰戏。:106又如山西蒲县柏山东岳庙的石碑记载，乾隆年间，当地士绅极力反对用“土戏”酬神，坚持要用“苏腔”。:173
尽管花雅之争波及全国，具有普遍性的意义，但最主要、激烈的竞争发生在帝国首都、中国北方戏曲中心北京。:173,175:18第一轮竞争发生在乾隆前期，由弋阳腔清初入京后演变而来的“京腔”，此时盛况空前，大有压倒昆腔之势。最终，京腔被上层社会接受并加以规范，也逐渐雅化，成为“花”中之“雅”，“雅”中之“花”，京昆之争以双方和平相处收尾。:175:12-14:246
第二轮竞争发生在乾隆四十四年（1779年），四川籍秦腔艺人魏长生入京，引起轰动，以至于“王宫贵位……一时不得识交魏三者，无以为人”:238。昆腔以及京腔都无法与之抗衡。结果，乾隆五十年（1785年），朝廷下令，禁演除昆、弋外的一切戏曲。魏长生无奈离京南下。:175-176:18-21:246
第三轮竞争发生在乾隆五十五年（1790年），借乾隆帝八十大寿的机会，艺人高朗亭率三庆班入京，四喜、和春、春台等戏班也随之而来。以演唱二簧为主的四大徽班进京后，占据了首都的戏曲市场，昆班、京腔班、秦腔班都难以与其竞争。尽管嘉庆三年（1798），朝廷再次下令禁演除昆、弋外的一切戏曲，但昆腔已经陷入衰微，难以为继。花雅之争最终以花部快速发展、在市场地位和艺术水平上均超越雅部而告终。:21-39:1176:246-247

## 影响

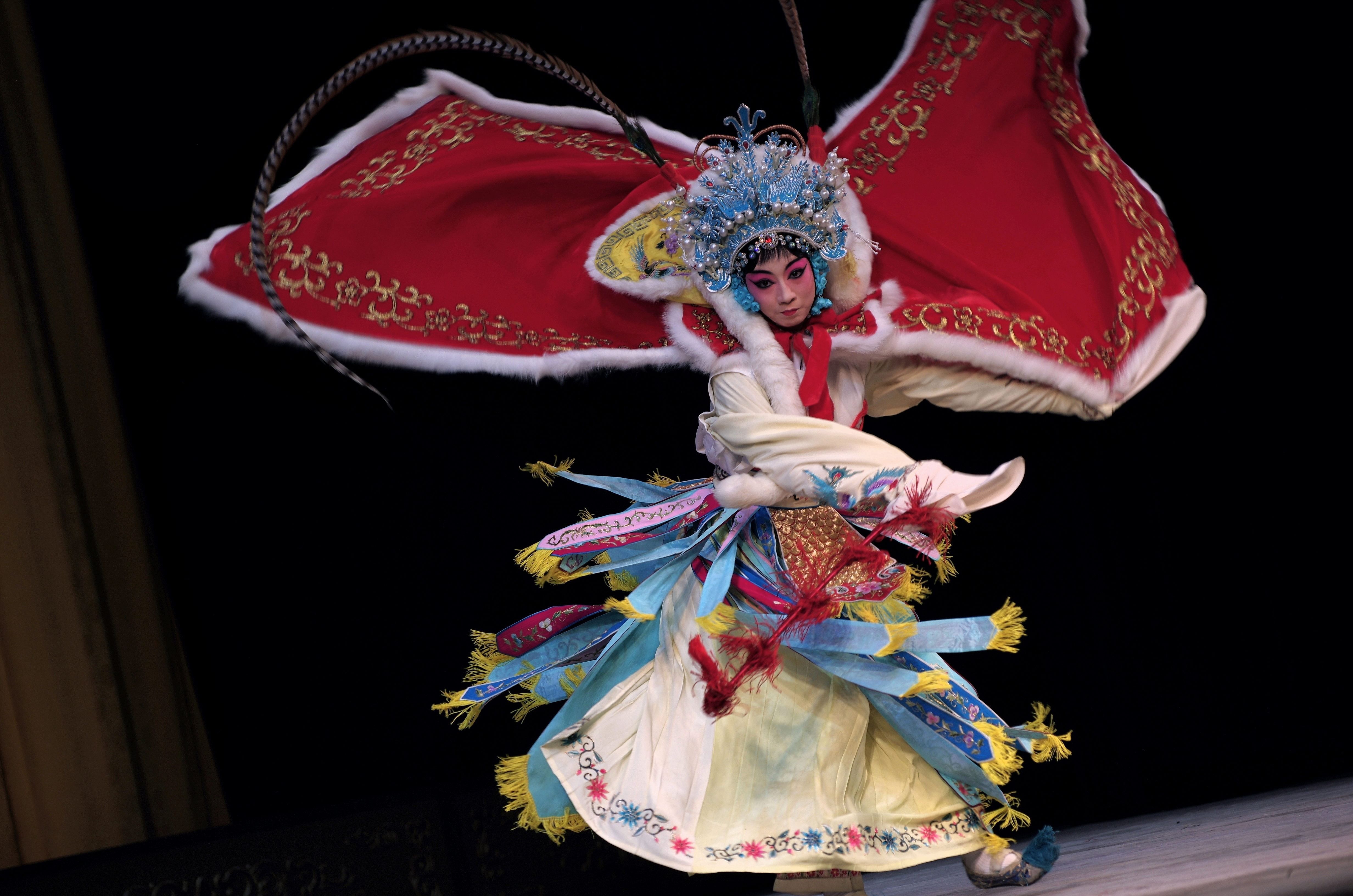
多声腔剧种京剧是花部和雅部竞争与交融的产物

经过花雅之争，汉民族戏曲的面貌发生了重大变革。雅部昆腔属于曲牌体。花部中，弋阳腔属于曲牌体，但其后裔京腔已经出现了向板腔体转变的趋势；秦腔是首先成熟的板腔体声腔；其他花部诸声腔都属于板腔体。曲牌体中，一组套曲必须用同一宫调的曲牌，一支曲牌内的乐句也是固定的；板腔体的基本单位是一个对称的上下句，两句唱词就可以构成一个独立唱腔。曲牌体的音乐结构限制了对角色和剧情的表现能力，整出戏的场次安排固定、冗长；板腔体以上下句为单位，想长就长，想短就短，可以按照剧情和人物情感来编写唱词，场次安排也更灵活。曲牌体中，同一支曲调的唱法是固定的；板腔体中，同一支曲调，不同演员可以根据自己的理解改变板式和唱腔，为戏曲表演流派的形成提供了空间。花雅之争后，板腔体占据主流，汉民族戏曲的重心从文学创作转向声腔演唱、舞台表演，今日汉民族戏曲的总体格局就此奠定。:231:223-224
花部和雅部的竞争，也促进了各种声腔的交融。魏长生入京、秦腔大盛后，京腔戏班也开始学习秦腔戏。尤其是在第三轮竞争中，声腔间的交流融合成为主流。四大徽班都是能演二黄、高腔、昆腔、秦腔的综合性戏班。在多声腔戏班的基础上，逐渐发展出了后来的多声腔剧种。:228:24京剧就是在诸腔汇集的京师，以徽班为基础，融合徽调和汉调，又吸收昆腔、京腔、秦腔等特色，在花雅之争的背景下逐步演变而成的。:248其之所以能成为昆剧之后的剧坛宗主，很大程度上也得益于大量汲取昆剧的艺术成分。